# Jan Władysław Górski
Jan Władysław Górski (ur. w 1945) – Dr hab. inż. profesor nadzwyczajny Akademii Górniczo-Hutniczej w Krakowie na Wydziale Energetyki i Paliw w Katedrze Maszyn Cieplnych i Przepływowych.

## Kariera
Tytuł mgr inż. uzyskał w specjalności energetyka jądrowa w 1972 r. na Politechnice Warszawskiej, Wydział MEiL, a tytuł dr inż. z termodynamiki w 1977  na Politechnice Świętokrzyskiej. Pracę habilitacyjną z zakresu termodynamiki technicznej, maszyn przepływowych w 1998 r. na Politechnice Śląskiej.
Pełnił wiele funkcji akademickich: Prodziekan ds. Nauki oraz kierownik Zakładu Ciepłownictwa i Klimatyzacji Wydział Budownictwa i Inżynierii Środowiska Politechniki Rzeszowskiej (1998-2008), obecnie kierownik Katedry Maszyn Cieplnych i Przepływowych na Wydziale Energetyki i Paliw AGH.
Działa w organizacjach zawodowych i naukowych: Sekcja Ogrzewnictwa Wentylacji i Klimatyzacji Komitetu Inżynierii Lądowej i Wodnej PAN (od 2001 roku). Sekcja Termodynamiki Komitetu Termodynamiki i Spalania PAN (1995 - 2005), Sekcja Mechaniki Płynów Komitetu Mechaniki PAN (od 1995 roku), European Mechanical Engineering Society EUROMECH (1996 - 2002), członek International Centre for Applied Thermodynamics.
Obszary badań, którymi się interesuje: termodynamika oraz przepływy par i gazów (efekty retrograde). Modelowanie urządzeń i procesów cieplnych. Chłodnictwo. Energetyka cieplna i niskoemisyjne technologie energetyczne. Maszyny przepływowe i turbiny gazowe. Ponad 38-letnie doświadczenie zawodowe. Wypromowanych 2 doktorów.
Wyniki prac przedstawia na konferencjach naukowo-technicznych. Takim przykładem mogą być konferencje Dni Chłodnictwa organizowane przez Towarzystwo Chłodnictwa, Klimatyzacji i Pomp Ciepła SIMP oraz firmę Systherm Chłodnictwo i Klimatyzacja w Poznaniu. Autor lub współautor ponad 160 prac w języku polskim i angielskim, szeregu rozdziałów w wydawnictwach zwartych, w tym monografii pt.: „Zero Emission Power Cycles” (CRC, Boca Raton, 2009 roku), oraz współautor szeregu ekspertyz i opracowań dla przemysłu.

## Lista ważniejszych publikacji
1. Technika klimatyzacyjna. Klimatyzacja pojazdów samochodowych, pod red. dr inż. Bolesława Gazińskiego, Wydawnictwo Systherm, Poznań 2009.
2. Technika chłodnicza dla praktyków. Urządzenia chłodnicze i przepisy prawne, pod red. dr inż. Bolesława Gazińskiego, Wydawnictwo Systherm, Poznań 2010.